# Nunatak Medina
Nunatak Medina är en nunatak i Antarktis. Den ligger i Västantarktis. Argentina, Chile och Storbritannien gör anspråk på området. Toppen på Nunatak Medina är 129 meter över havet.
Terrängen runt Nunatak Medina är varierad, och sluttar österut. Trakten är obefolkad. Det finns inga samhällen i närheten.